# الربوة (تريم)

'

تعديل مصدري - تعديل

الربوة هي إحدى قرى عزلة تريم بمديرية تريم التابعة لمحافظة حضرموت، بلغ تعداد سكانها 241 نسمة حسب تعداد اليمن لعام 2004.